# Sundsvalls Enskilda Bank, Fredsgatan

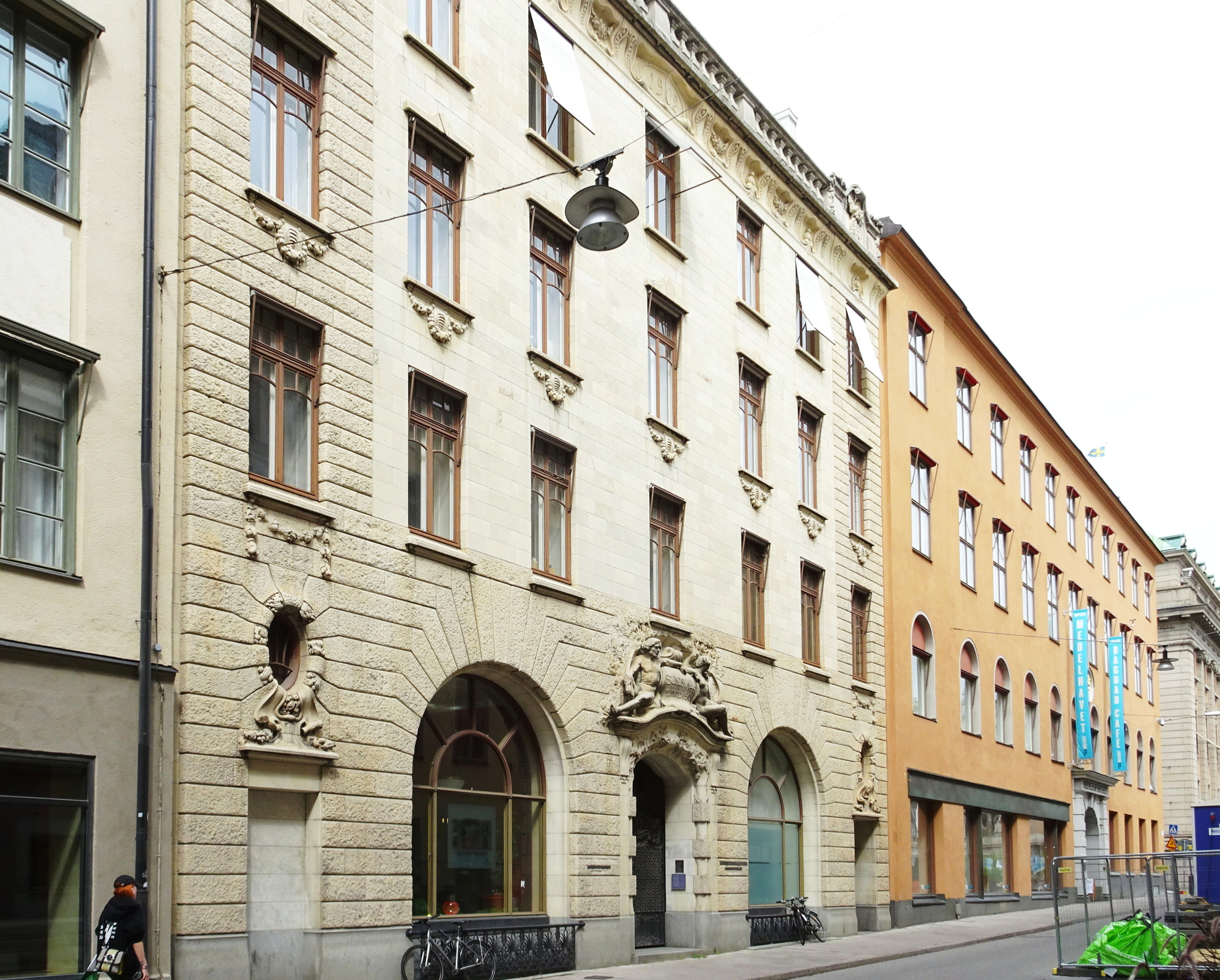
Fasaden mot Fredsgatan, 2020.

Sundsvalls Enskilda Bank är en tidigare bankbyggnad vid Fredsgatan 4 på Norrmalm i Stockholm. Huset i kvarteret Johannes större uppfördes 1902 ursprungligen för Sundsvalls Enskilda Bank. Fastigheten är ett byggnadsminne och blåmärkt av Stadsmuseet i Stockholm, vilket är det starkaste skyddet och innebär "att bebyggelsen bedöms ha synnerligen höga kulturhistoriska värden".

## Historik

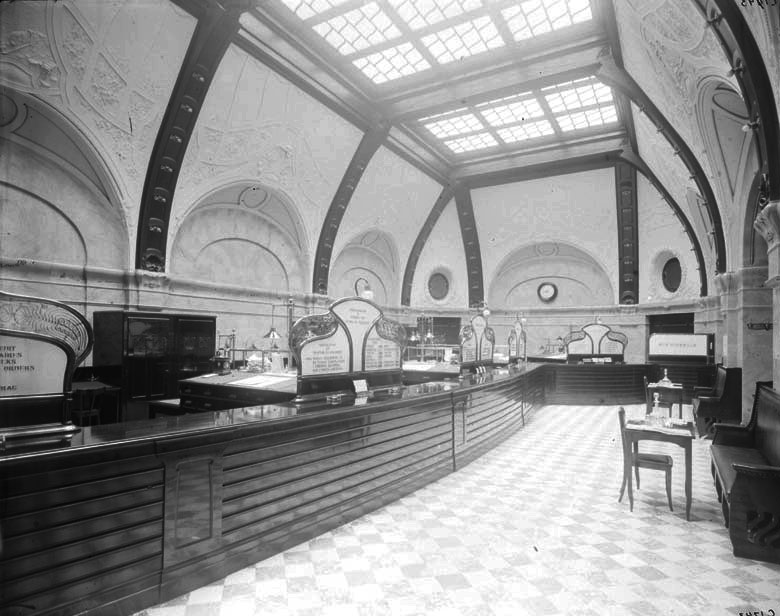
Bankhallen 1905.

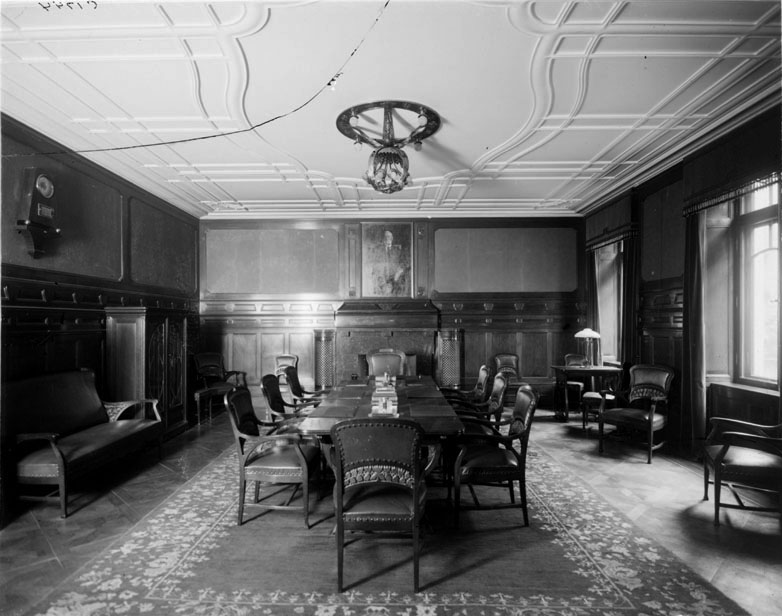
Styrelserummet 1905.

Efter att Sundsvalls Enskilda Bank haft lokaler i både Nordstjärnans hus på Drottninggatan och från 1886 i Palmeska huset på Kungsträdgårdsgatan 2 lät banken år 1900 anlägga ett eget bankpalats i på Fredsgatan 4. Byggandet hade föregåtts av en arkitekttävling där Gustaf Wickmans förslag korats som segrare framför fem andra. Wickman hade redan ritat Skånes Enskilda banks palats (och skulle senare även rita bankbyggnaden för Sydsvenska kreditaktiebolaget) utmed samma gata. 
Det gamla huset från 1640, som byggts av stadsingenjören Anders Torstensson, revs och fram växte ett elegant bankhus med fasad av ekebergsmarmor som var smyckad med skulpturerade figurer och växtornament i jugendstil av Christian Eriksson. Den franska jugendstilen gick igen i entrégrindens böjda former då byggnaden stod färdig 1902 och byggnaden kan räknas som ett av de främsta svenska exemplen på jugendarkitektur.
Källaren inrymde kassa- och depositionsvalv. Den lanterninbelysta bankhallen placerades på gården, där väggarna pryddes av stucco lustro och en skulpterad fris i Mölnbo-marmor. De övre väggarnas rabitzfält återgav motiv från Sundsvalls näringsliv i låg struckrelief. En svängd mahognydisk med mässingsgaller delade bankhallen. Bottenvåningen rymde även två butiker mot gatan. Styrelserummet med en skulpterad öppen spis i Älvdalsporfyr var placerat en våning upp. Här fanns även rum för korrespondenter, bokbindare och maskinskrivare. De övre våningsplanen och dess kontor hyrdes till en början ut.

## Husets vidare öden
Byggnaden förvärvades av staten 1967 och Sundsvallsbanken flyttade 1972 till lokaler vid i kontorshuset Arkaden på Regeringsgatan 42. Bankhallen i bottenvåningen renoverades 1984 och återställdes i ursprungligt skick och fungerar numera som pressrum för Utrikesdepartementet (UD). De övre våningarna med styrelserum och tjänsterum renoverades 1996-1997. Byggnaden förvaltas av Statens Fastighetsverk och är ett statligt byggnadsminne sedan 1995.

## Portalfigurerna
Portalfigurerna som formgavs av Christian Eriksson symboliserar Norrlands industri och sjöfart. Som modeller stod Nathan Söderblom, som under 1890-talet var ung präst i Svenska församlingen i Paris, samt konstnärens hustru Jeanne de Tramcourt. Det sägs att Söderblom hoppades att ingen skulle känna igen honom ovanför ingången efter att han valts till ärkebiskop 1914.

## Bilder

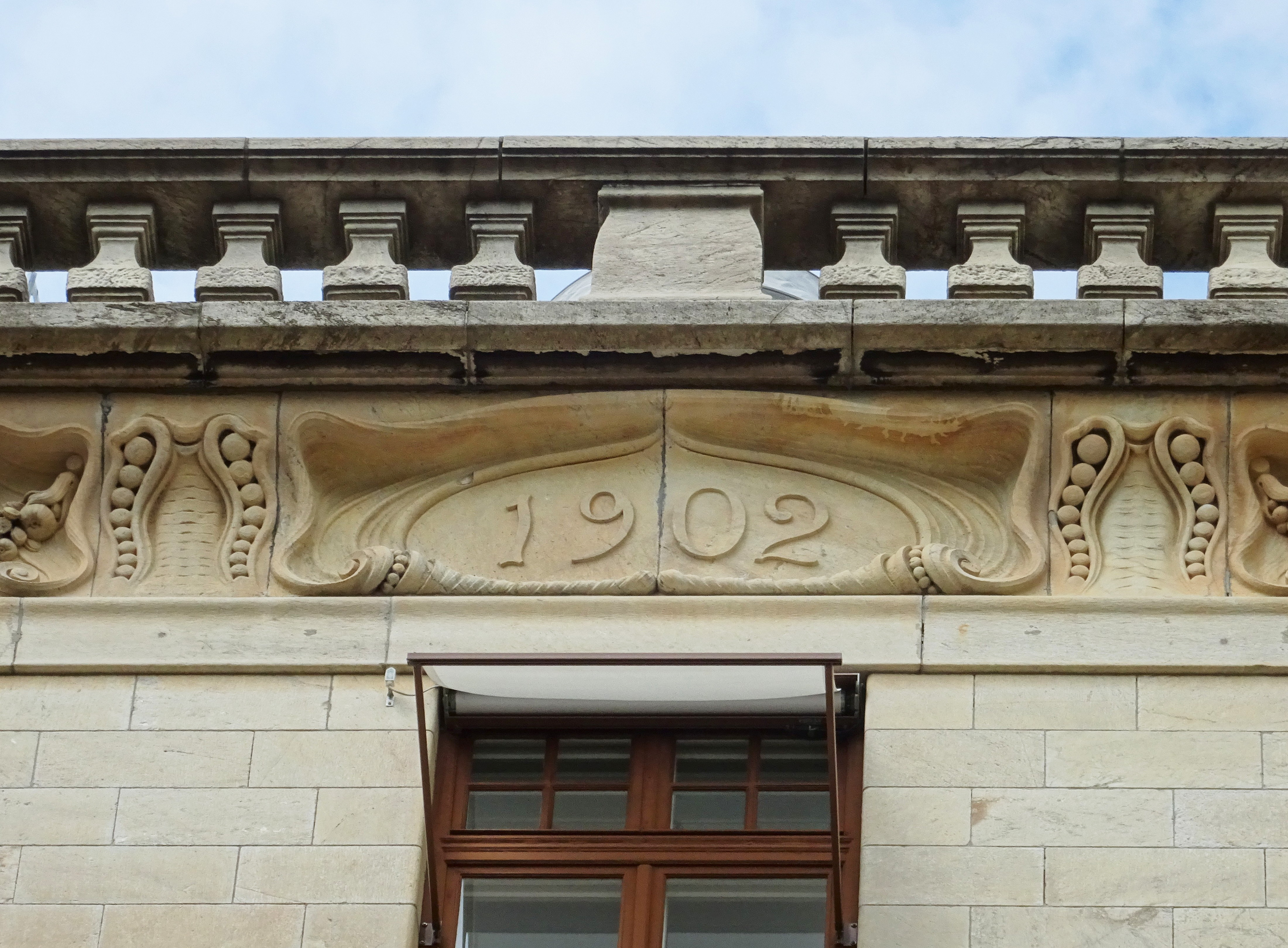
Balustraden och årtal "1902".
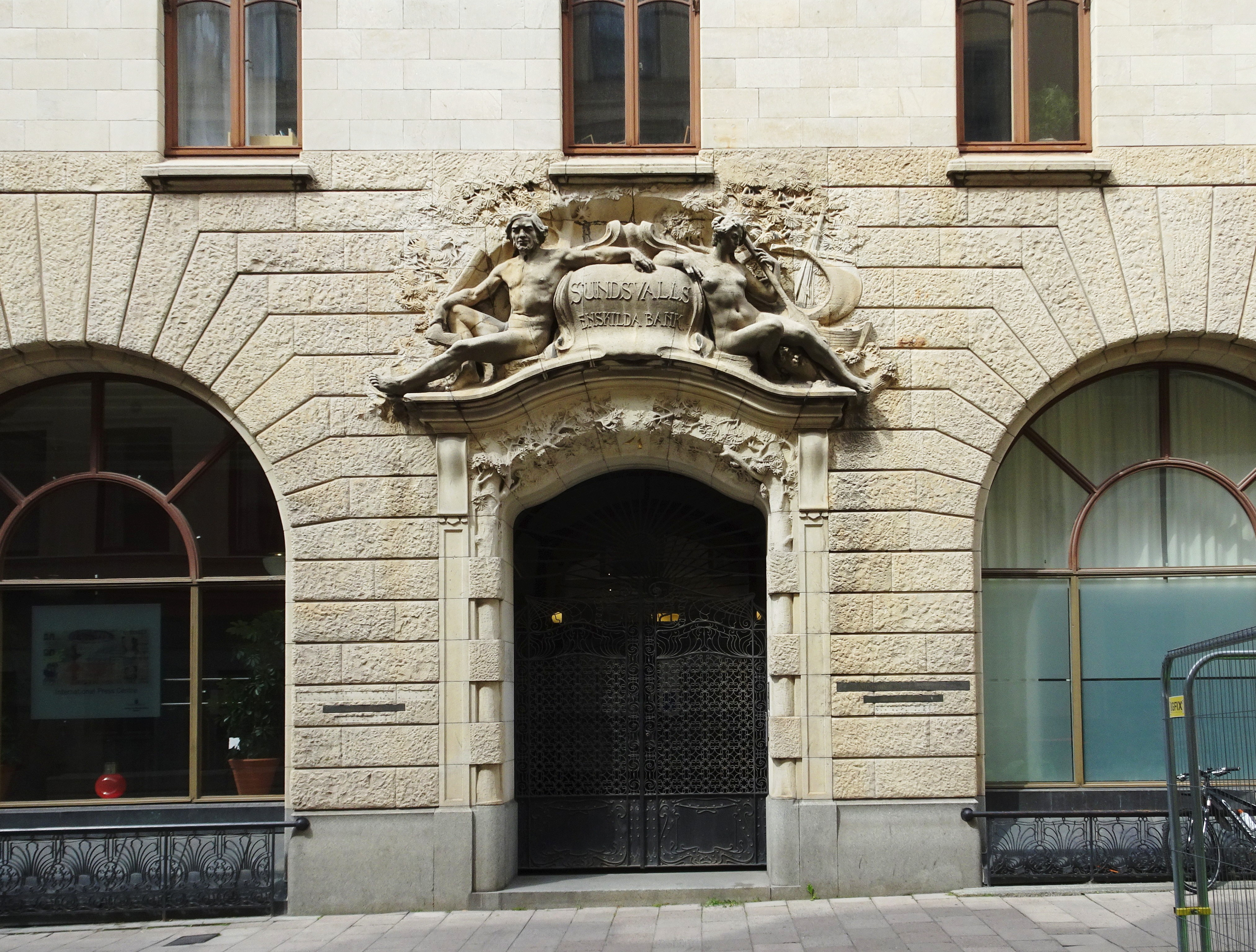
Huvudentrén med Christian Erikssons portalskulptur.
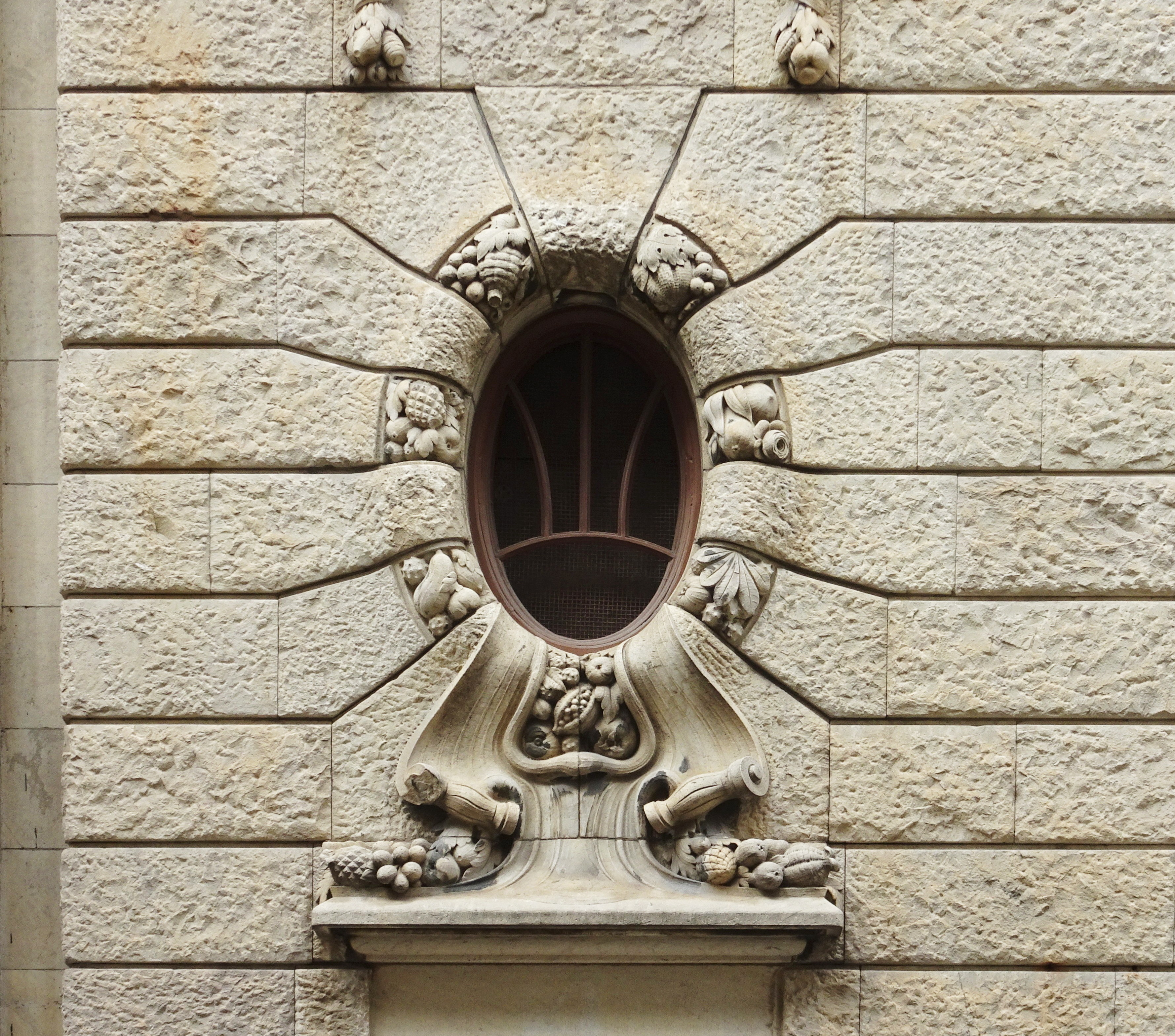
Fasaddekoration i jugend.
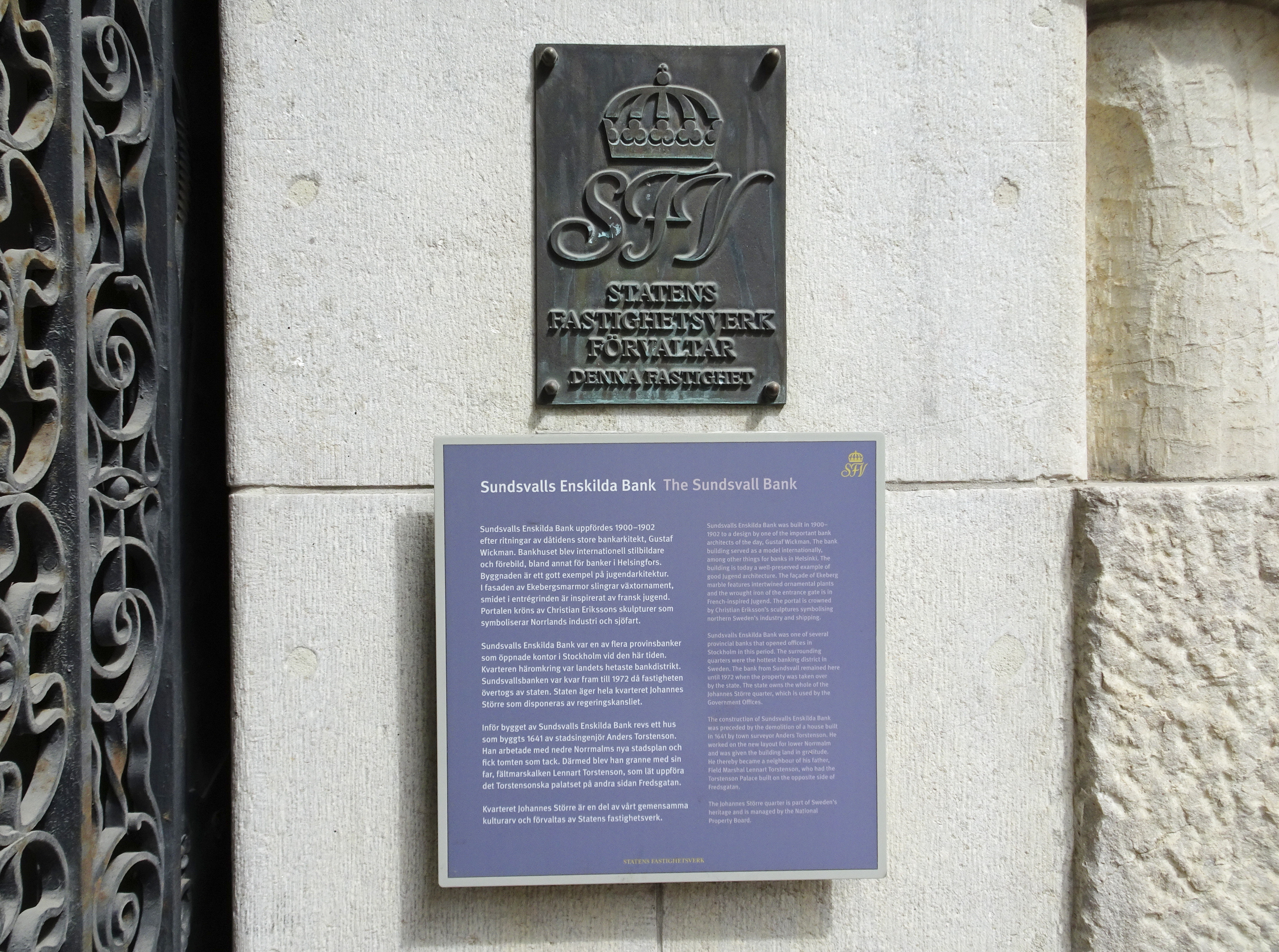
Statens Fastighetsverkets märke.
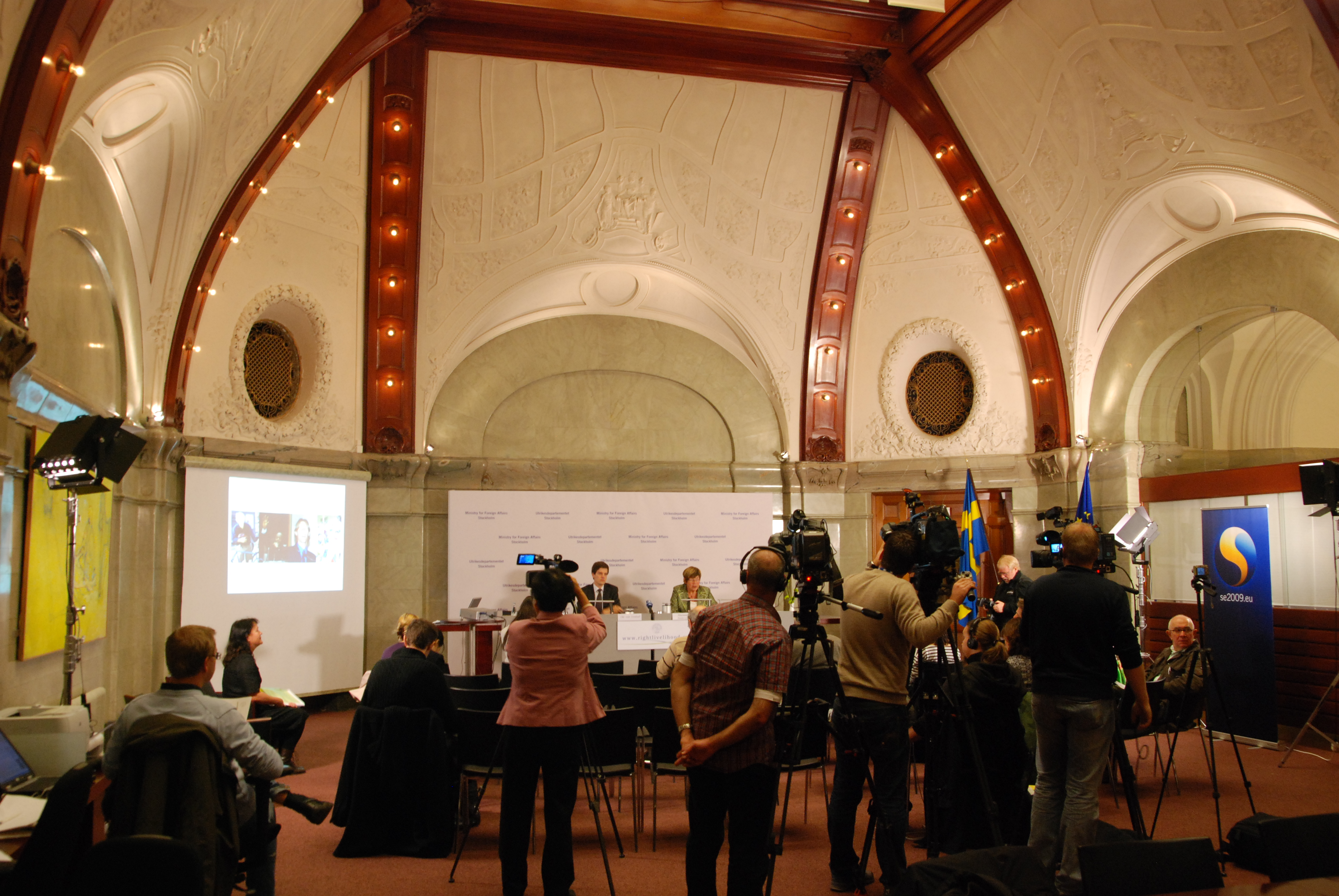
Den före detta bankhallen 2009.